# Puerto Rico (gra)
Puerto Rico – ekonomiczna gra planszowa autorstwa Andreasa Seyfartha. Wersja oryginalna została wydana w Niemczech w 2002 roku poprzez firmę Alea będącą firmą-córką wydawnictwa Ravensburger. W Polsce gra ukazała się dopiero w 2007 roku nakładem Wydawnictwa Lacerta. Polska wersja jest rozszerzona w stosunku do wersji niemieckiej o 14 dodatkowych budynków.
Gra tuż po jej opublikowaniu wspięła się na szczyt prestiżowego rankingu BoardGameGeek (BGG) i utrzymywała się na pierwszym miejscu przez kilkadziesiąt miesięcy.
W Polsce gra zdobyła tytuł Gra Roku 2008. W plebiscycie internetowym zdobyła również wyróżnienie: Gra Roku 2008 - Wyróżnienie Graczy.
W grze wyeliminowano prawie całkowicie element losowości. Główną "przeszkodą" dla graczy są ich partnerzy w rozgrywce.
Gra osadzona jest w czasach, gdy Puerto Rico (kilka lat po jego utworzeniu) przeżywało swój pierwszy okres rozkwitu.

## Zasady gry
Podczas rozgrywki każdy z graczy wybierają jedną z siedmiu postaci. Gracze kolejno wykonują akcję związaną z daną postacią. Gracz, który wybrał postać może skorzystać (jako jedyny) z przywileju, który posiada dana postać. W ten sposób gracze wznoszą budynki, produkują towary i sprzedają je na targowisku lub wysyłają statkami na Stary Kontynent.
Aby zbierać plony i przetwarzać je na towary potrzebni są oczywiście koloniści, których zatrudnia się zarówno na plantacjach jak i w budynkach produkcyjnych.
Postaci występujące w grze:
1. Plantator (odpowiedzialny za uprawy)- daje przywilej wyboru kamieniołomu (gracz posiadający aktywny kamieniołom kupuje taniej budynki) zamiast plantacji
2. Nadzorca (odpowiedzialny za przetwarzanie plonów w towary)- gracz wybierający nadzorcę może wyprodukować jeden towar więcej z dowolnego wytwarzanego przez siebie artykułu
3. Kupiec (odpowiedzialny za sprzedaż towarów na targowisku)- daje przywilej ceny zwiększonej o 1 dublon na targowisku
4. Budowniczy (odpowiedzialny za wznoszenie budynków)- zapewnia budowanie o 1 taniej
5. Kapitan (odpowiedzialny za załadunek towarów na statki)- obdarza dodatkowym punktem zwycięstwa
6. Burmistrz (odpowiedzialny za imigrację kolonistów) - pozwala dobrać jednego dodatkowego kolonistę spoza puli znajdującej się na statku kolonistów
7. Poszukiwacz złota (... po prostu przynoszący pieniądze)- inni gracze nie wykonują akcji

## Rozszerzenia gry
W oryginalnej niemieckiej wersji gry dostępnych było 17 rodzajów budynków "przemysłowych". Wydano jednak dwa oficjalne rozszerzenia do gry, zawierające 22 dodatkowe rodzaje budynków (14 w pierwszym, 8 w drugim). Drugie rozszerzenie zawiera również „szlachciców" - nowy typ kolonistów. Funkcje niektórych budynków z drugiego dodatku są zależne od typu umieszczonego w nim kolonisty.
W polskiej wersji z roku 2016 budynki z pierwszego i drugiego dodatku dostępne są w wersji podstawowej gry. Te wydanie zawiera również „szlachciców".